# La Gerusalemme liberata (1958)
La Gerusalemme liberata is een Italiaanse film uit 1958 van Carlo Ludovico Bragaglia. De film is grotendeels gebaseerd op het epos La Gerusalemme liberata van Torquato Tasso en verwerkt naar script door Sandro Continenza. De film ging in mei 1958 in première in Italië en werd daarna verkocht aan Japan en Frankrijk. Voor de Amerikaanse markt werd er een Engelse versie gemaakt van dezelfde speelfilm, die ging op 23 september, 1961 in New York in roulatie.
De film werd volledig in Cinemascope opgenomen, dezelfde techniek die bij de fameuze spaghettiwesterns werd gebruikt. Andere titels voor de film waren The Mighty Crusaders en The Mighty Invaders.

## Verhaal
Gofreddo is met zijn leger op weg naar Jeruzalem om het te veroveren van de machtige Saracenen. De massale veldslag zal uitmaken wie heerser wordt in het gebied, christenen of moslims. Ondertussen worden Gofreddo's adjudanten Renaldo en Tancredi opgehouden met naburige zaken. Renaldo wordt verleid door de vrouw van de Emir genaamd Armida. Tancredi raakt verwikkeld in een liefdesdriehoek met de Saraceense krijgersdochter Clorinda en de prinses van Antiochië Erminia.

## Rolverdeling
| Acteur              | Personage            |
| ------------------- | -------------------- |
| Francisco Rabal     | Tancredi d'Altavilla |
| Sylva Koscina       | Clorinda             |
| Gianna Maria Canale | Armida               |
| Rik Battaglia       | Rinaldo d'Este       |
| Philippe Hersent    | Goffredo di Buglione |
| Alba Arnova         | Harem-danser         |
| Andrea Aureli       | Argante              |
| Livia Contardi      | Erminia              |